# دستي نوبل
دستي نوبل (بالإنجليزية: Dusty Noble)‏ هو لاعب اتحاد الرغبي جنوب أفريقي، ولد في 30 أبريل 1984 في ستيلينبوش في جنوب أفريقيا.

## وصلات خارجية
- دستي نوبل على موقع ItsRugby.co.uk (الإنجليزية)